# 高橋浩二
高橋 浩二（たかはし こうじ、1923年（大正12年）2月11日 - 2009年（平成21年）5月31日）は、昭和から平成時代の土木工学者。運輸官僚。実業家。鉄建建設社長。

## 経歴
旧制五高を経て1945年（昭和20年）東京帝国大学第二工学部土木科を卒業後、運輸省に入り盛岡地方鉄道部に配属され建設線調査、青函トンネル調査などに従事。1959年（昭和34年）から1964年（昭和39年）まで東海道新幹線建設工事に参画し、1968年（昭和43年）門司鉄道管理局長、1972年（昭和47年）建設局長、1975年（昭和50年）常務理事、1979年（昭和54年）技師長を経て、1984年（昭和59年）退任した。この間、大都市通勤対策、鉄道の高速化、超電導マグレブの推進に尽力した。
同年鉄建建設に入社、副社長を経て代表取締役社長に就任した。ほか、土木学会会長を務めた。

## 受賞
- 1992年（平成4年） - 土木学会功績賞[1]